# Липовка (Лунинский район)
Липовка (Архангельское, Леплейка) — село в Лунинском районе Пензенской области Российской Федерации. Входит в Болотниковский сельсовет.

## Географическое положение
Находится в 8 км к западу от районного центра Лунино, по селу протекает река Шукши.

## История
Село основано переселенцами Рязанского уезда. Впервые было упомянуто в переписной книге переписи населения в 1714 году.
В 1912 году входило в состав Проказнинской волости Мокшанского уезда. В 1926 году стало центром Липовского сельсовета Пензенского уезда. А уже в 1980-е годы Липовка стала центральной усадьбой колхоза «Знамя труда». До 1980-х годов населенный пункт входил в состав Лунинского сельского поселения.
В Липовке родился контр-адмирал В. И. Истомин, герой Севастопольской обороны 1854—1855 гг..

## Население
| 1747  | 1762 | 1782  | 1864 | 1877 | 1910  | 1926  |
| ----- | ---- | ----- | ---- | ---- | ----- | ----- |
| 614   | ↗847 | ↗1032 | ↘667 | ↗785 | ↗1373 | ↘1185 |
| 1930  | 1959 | 1979  | 1989 | 1996 | 2002  | 2010  |
| ↗1589 | ↘756 | ↘400  | ↗470 | ↘460 | ↘426  | ↘336  |

## Известные уроженцы
- Легашев Антон Михайлович (1798—1865) — российский художник-портретист
- Войноральский, Порфирий Иванович (1844—1898) — российский революционер-народник[6]